# Chóvar
Chóvar (em castelhano) ou Xóvar (em valenciano) é um município da Espanha na província de Castelló, Comunidade Valenciana. Tem 18,2 km² de área e em 2021 tinha 302 habitantes (densidade: 16,6 hab./km²).

## Demografia
| Variação demográfica do município entre 1991 e 2004 | Variação demográfica do município entre 1991 e 2004 | Variação demográfica do município entre 1991 e 2004 | Variação demográfica do município entre 1991 e 2004 |
| --------------------------------------------------- | --------------------------------------------------- | --------------------------------------------------- | --------------------------------------------------- |
| 1991                                                | 1996                                                | 2001                                                | 2004                                                |
| 420                                                 | 398                                                 | 369                                                 | 345                                                 |